# Dmitrij Trunienkow
Dmitrij Wiaczesławowicz Trunienkow (ros. Дмитрий Вячеславович Труненков; ur. 19 kwietnia 1984) – rosyjski bobsleista. Jeździł w czwórkach i dwójkach.
Na igrzyskach olimpijskich w Soczi startował w czwórce, która w zawodach zdobyła 1. miejsce, jednak w listopadzie 2017 roku MKOl zdyskwalifikował go za stosowanie dopingu. Startował także na igrzyskach w Vancouver w tej samej konkurencji, ale nie został sklasyfikowany. Na mistrzostwach świata FIBT zdobył dwa srebrne medale (2008 i 2013, oba w czwórkach). Ponadto jest mistrzem Europy z Sankt Moritz z 2009 roku oraz wicemistrzem z 2007, 2011 oraz 2012.
Latem 2016 zakończył karierę sportową. W styczniu 2017 został ukarany karą czteroletniego zawieszenia za naruszenie przepisów antydopingowych (dyskwalifikacja biegnie od 19 kwietnia 2016).